# Marin Gheorghe

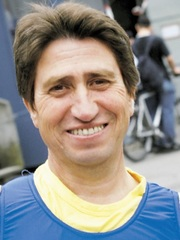
Marin Gheorghe

Marin Gheorghe (* 5. September 1959 in Glodeanu-Siliștea, Kreis Buzău) ist ein ehemaliger rumänischer Steuermann im Rudern, der zwei olympische Medaillen und zwölf Weltmeisterschaftsmedaillen, je vier in jeder Farbe, gewann.

## Sportliche Karriere
Der 1,60 m große Marin Gheorghe gewann seine erste internationale Medaille bei den Weltmeisterschaften 1987, als er den Zweier mit Steuermann mit Vasile Tomoiagă und Dimitrie Popescu zur Bronzemedaille steuerte. Im Jahr darauf saß er bei den Olympischen Spielen 1988 im Vorlauf und im Zwischenlauf im Vierer mit Steuermann, im Finale steuerte Ladislau Lovrenschi das Boot zum zweiten Platz hinter dem DDR-Vierer. Für seinen Einsatz in Vor- und Zwischenlauf wurde auch Gheorge mit einer Silbermedaille geehrt.
Bei den Weltmeisterschaften 1989 erhielt Gheorghe zwei Medaillen: Zusammen mit Vasile Năstase, Dimitrie Popescu, Valentin Robu und Vasile Tomoiagă gewann er den Titel im Vierer. Im Zweier belegte er mit Dragoș Neagu und Ioan Șnep den zweiten Platz hinter den italienischen Brüdern Carmine und Giuseppe Abbagnale und deren Steuermann Giuseppe Di Capua. Auch 1990 trat Gheorghe mit dem Vierer und mit dem Zweier an, verpasste aber mit dem vierten Platz im Zweier und dem sechsten Platz im Vierer jeweils die Medaillenränge. 
Nach einem Jahr ohne Platzierung bei den Weltmeisterschaften steuerte Gheorghe bei den Olympischen Spielen 1992 den rumänischen Achter auf den zweiten Platz hinter den Kanadiern. Bei den Weltmeisterschaften 1993 siegten Dorin Alupei, Iulică Ruican, Nicolae Țaga, Viorel Talapan und Marin Gheorghe im Vierer. Bis auf Țaga saßen auch alle im rumänischen Achter, der im Finale den zweiten Platz hinter dem Deutschland-Achter erreichte. Im Jahr darauf gewann Marin Gheorghe bei den Weltmeisterschaften in Indianapolis Medaillen in drei Bootsklassen. Der Vierer mit Valentin Robu, Iulică Ruican, Viorel Talapan, Florian Tudor und Gheorghe siegte, der Zweier mit Nicolae Spîrcu, Ioan Vizitiu und Gheorghe gewann ebenso die Bronzemedaille wie der Achter, in dem der Weltmeister-Vierer mitruderte. 
In Atlanta, bei den Olympischen Spielen 1996, belegte Marin Gheorghe mit dem Achter den siebten Platz. Im Jahr darauf gewann der rumänische Achter die Silbermedaille bei den Weltmeisterschaften 1997, Gheorghe belegte außerdem den sechsten Platz mit dem Zweier. Seine nächste internationale Medaille gewann Marin Gheorghe erst bei den Weltmeisterschaften 2000, als er zusammen mit Daniel Măstăcan und Nicolae Țaga im Zweier Silber hinter dem US-Boot erhielt. Bei den Weltmeisterschaften 2001 in Luzern trat Gheorghe wieder in drei Bootsklassen an, nach einem fünften Platz im Vierer und einer Bronzemedaille im Zweier erhielt er zum Abschluss der Weltmeisterschaften mit dem rumänischen Achter die Goldmedaille. Im Jahr darauf belegte Gheorghe bei den Weltmeisterschaften den vierten Platz im Zweier und den achten Platz mit dem Achter. 2003 und 2004 startete er nochmals bei Weltmeisterschaften, erreichte aber nicht mehr das A-Finale.

## Medaillen

### Olympische Spiele
- 1988: Silber im Vierer (ohne Endlaufeinsatz)
- 1992: Silber im Achter

### Weltmeisterschaften
- 1987: Bronze im Zweier
- 1989: Gold im Vierer und Silber im Zweier
- 1993: Gold im Vierer und Silber im Achter
- 1994: Gold im Vierer und Bronze im Zweier und im Achter
- 1997: Silber im Achter
- 2000: Silber im Zweier
- 2001: Gold im Achter und Bronze im Zweier